# راه‌آهن بوهینج
راه‌آهن بوهینج (اسلوونیایی: Bohinjska proga, ایتالیایی: Transalpina, آلمانی: Wocheiner Bahn) یک راه‌آهن در اسلوونی و ایتالیا است. این راه‌آهن یسنیسه در اسلوونی را به تریسته در ایتالیا متصل می‌کند. این راه‌آهن توسط اتریش-مجارستان از سال ۱۹۰۰ تا ۱۹۰۶ به عنوان بخشی از یک راه‌آهن استراتژیک جدید، راه‌آهن نوین آلپ، که غرب اتریش و جنوب آلمان را به بندر تریسته اتریش-مجارستانی آن زمان متصل می‌کرد، ساخته شد. این خط از یسنیسه شروع می‌شود، در انتهای جنوبی تونل کاراونکس؛ سپس از آلپ یولیان از طریق تونل بوهینج عبور می‌کند و از شهر مرزی نوا گوریتسا عبور کرده و قبل از رسیدن به تریسته وارد مرز ایتالیا می‌شود.